# Ted Cook
Theodore Walter Cook, detto Ted (Beckley, 15 aprile 1921 – Knoxville, 19 maggio 1990), è stato un cestista statunitense, professionista nella NBL.

## Carriera
Giocò per due stagioni nella NBL, disputando complessivamente 11 partite con 0,6 punti di media.